# José Manuel Prado Prado
José Manuel Prado es un jugador español de Boccia, residente en O Carballiño (Ourense)quien ha representado a su país a nivel internacional en los Juegos Paralímpicos.
Actualmente está en un centro de alto rendimiento donde se prepara para las olimpiadas de Río de Janeiro que serán celebradas en 2016.

## Boccia
Prado es un BC1 jugador de boccia clasificado, y es miembro del club de AD Aixiña.
El Instituto Nacional de Educación Física Lleida acogió el Campeonato de 2008 en España y José Prado compitió en este evento.
Elche, España acogió el Campeonato español de Boccia club en junio de 2011, y José Prado participar en el evento. Terminó segundo en la prueba por equipos que compitió por Ainina Ourense, Galicia.
El Campeonato del Mundo de Boccia se celebró en agosto de 2011, y participó Prado. El evento fue parte del proceso de clasificación para los Juegos Paralímpicos de Londres fue eliminado en la fase de grupos después de 1 victoria y 2 derrotas.
En enero de 2012, participó en un campamento de entrenamiento de petanca organizado por la Federación española de Parálisis Cerebral de Deportes (FEDPC) y la Federación española de Deportes para Personas con Discapacidad Física (FEDDF), junto con otros 24 jugadores de boccia de todo España llevó a cabo en San Andrés CRE . El campamento era parte de la preparación del equipo nacional para los Juegos Paralímpicos de Londres. El club ADM y la Asociación sociocultural Discapacidad (ASMC) organizó las 06 2012 campeonatos nacionales españoles los que competía. Él terminó primero en la competición en el grupo BC1. José Prado compitió en la Juegos Paralímpicos de Londres 2012, perdiendo 4-5 en los octavos de final.
En octubre de 2013, José Prado se clasificado como el sexto mejor competidor español en su clasificación.
En el 2014 ha sido elegido para formar el Equipo Paralímpico español que ha viajado a Pekín para competir en el Campeonato del Mundo de Boccia entre el 22 y el 27 de septiembre así retoma la competiciones tras someterse a varias intervenciones quirúrgicas en la columna vertebral. Allí se medirán 180 deportistas de 30 países.